# Anklagerens vidne
Anklagerens vidne (:en: The Witness for The Prosecution) er en novelle, skrevet af Agatha Christie. Den udkom første gang i 1925 som ugebladsnovelle,, men var i en længere version med en mere grundig procedure i retten med i The Hound of Death, en novellesamling udgivet i 1933. Denne samling blev dog først udgivet i Danmark i 1973 med titlen Dødens Tegn og Andre Mysterier. 

## Plot
Leonard Vole er en dørsælger, som kommer under anklage for at have myrdet en rig enke, som han har rådgivet om investeringer. Anklageren kræver dødsstraf, idet der er klare tegn på rovmord. En række indicier peger på Vole som gerningsmanden. Bl.a. er der et vidne, som fastholder, at han groft har udnyttet enkens venlighed, ligesom det viser sig, at enken har gjort ham til arving af sin formue, tilsyneladende uden at vide, at Vole er gift. Hans advokat, Mayhearne, tror på hans uskyld og forsøger at skaffe vidner, der kan støtte Voles forklaring.
Anklagerens største trumf er derimod, at den anklagedes hustru, Østigskfødte Romaine, optræder som vidne mod sin mand. Hun hævder, at han på mordaftenen kom hjem med blod på tøjet og overfor hende tilstod at have dræbt enken. Forsvarsadvokaten giver dog ikke op, og netop som sagen ser ud til at være afgjort, fremskaffer han et nyt vidne, der fastslår, at Romaines forklaring er opspind. Hendes motiv til at vidne mod Leonard er, at hun har en elsker, som hun vil gifte sig med, når hendes mand er dømt og henrettet. Sagen tager nu en dramatisk vending, hvis pointe afsløres i Agatha Christies fortælleteknik

## Anmeldelser
To kendte Christie -biografier karakteriserer denne novelle som en af Christies bedste. 

## Bearbejdning
Under navnet Witness for the Prosecution omskrev Christie selv novellen til et teaterstykke, som bl.a. blev opført i Glasgow inden den engelske premiere i The Winter Garden Teatre  i London 28. oktober 1953. I stykket er Voles hustru Berliner. En større ændring er dog slutningen, som afviger stærkt fra den oprindelige version, ifølge Christie selv, fordi hun ønskede den nye slutning. 

### Film fra 1957
I 1957 blev anklagerens vidne filmatiseret med Billy Wilder som instruktør. Det er en storstilet Hollywood – produktion, filmet i sort – hvid med Tyrone Power i hovedrollen som den anklagede. Romaine Vole er i filmen omdøbt til Christine og rollen spilles af Marlene Dietrich. Charles Laughton optræder i en betydeligt mere fremtrædende rolle som forsvarsadvokat, end den tilsvarende rolle i bogen og teaterstykket. Filmen var nomineret til 7 Oscars, men vandt ikke nogle.
En stor del af filmen foregår i forsvarsadvokatens hjem eller i retssal, men der er også flere tilbageblik til Berlin, hvor det senere ægtepar bliver forelskede i hinanden mod slutningen af anden verdenskrig. Et grundigt studium af disse tilbageblik kan afsløre spor, der opklarer gåden. Også nogle tvetydige episoder i retssalen er blandt de spor, biografgængerne kan forsøge at tolke korrekt.

#### Rolleliste
- Tyrone Power som Leonard Vole
- Marlene Dietrich som Christine Vole/Helm, Voles hustru
- Charles Laughton som Sir Wilfrid Robarts, ordførende forsbvarer for Vole i retten
- Elsa Lanchester som Miss Plimsoll, Sir Wilfrids private sygeplejerske
- John Williams som Mr. Brogan-Moore, Sir Wilfrids assistent i retten
- Henry Daniell som Mr. Mayhew, Voles advokat, der indhenter bevismateriale
- Torin Thatcher som anklageren Mr. Myers
- Norma Varden som Mrs. Emily Jane French, den myrdede kvinde
- Una O'Connor som Janet McKenzie, Mrs. Frenchs husholderske
- Francis Compton som Mr. Justice Wainwright, dommeren
- Philip Tonge som Chief Inspector Hearne
- Ruta Lee som Diana, en ung kvinde, der afventer Leonards løsladelse

### TV serie 1982
I 1982 blev der ligeledes indspillet en version, baseret på teaterstykket. Denne version er instrueret af Allan Gibson.

#### Rolleliste
- Ralph Richardson som Sir Wilfred Robarts, forsvareren i retten
- Deborah Kerr som Miss Plimsoll, sygeplejerske, der passer den svagelige Robarts
- Diana Rigg som Christine Vole
- Beau Bridges som Leonard Vole
- Donald Pleasence som Mr. Myers, anklageren
- Wendy Hiller som Janet Mackenzie, husholdersken
- David Langton som Mayhew, Voles sagfører
- Richard Vernon som Brogan-Moore, Sir Wilfreds kompagnon
- Peter Sallis som butleren, Carter
- Michael Gough som dommeren
- Frank Mills som Chief Inspector Hearne
- Primi Townsend som Diana
- Patricia Leslie som Mrs. French

### TV serie 2016
BBC One udsendte i julen 2016 en version, som er baseret på novellen fra 1933. Den er skrevet af Sarah Phelps og instrueret af Julian Jarrold.
Store dele af plottet er meget tæt på novellen, men den meget lidt succesfulde advokat John Mayhews privatliv spiller en væsentlig rolle, som ikke er nævnt i novellen. Tynget af skyldfølelse over, at han vendte hjem fra 1. verdenskrig, mens sønnen faldt, sætter han alle kræfter ind i sin søgen efter at finde beviser for, at Vole er uskyldig. At redde en ung mands liv vil være en trøst for ham, ligesom han håber, at det vil kunne forsone ham med sin kone. En kritiker fandt, at detaljen, hvor 1. verdenskrig bliver et omdrejningspunkt for plottet og især de overraskelser, der venter i slutningen af filmen, er overrumplende og genial.

#### Rolleliste
- Billy Howle som Leonard Vole
- Andrea Riseborough som Romaine Heilger - Voles samlever
- Monica Dolan som Janet McIntyre - Husholderske
- Kim Cattrall som Emily French - Offeret
- Toby Jones som John Mayhew - Advokat
- David Haig som Sir Charles Carter - Ordførende forsvarsadvokat
- Tim McMullan som Sir Hugo Meredith - Anklagerr
- Robert East som Justice Greville Parris - dommeren
- Dorian Lough som Detective Breem -efterforsker
- Hayley Carmichael som Alice Mayhew - Mayhews kone
- Paul Ready som Tripp